# 엘아자르
엘아자르 마카베오(? ~ 기원전 162년) 또는 하우아란은 헬레니즘 시대에 살았던 유대인들의 지도자 마타티아스의 아들로 로마 가톨릭에서만 공용으로 쓰는 구약성서의 마카베오기 상권에만 짧게 기록되어 있다.
헬레니즘 시대 셀레우코스 제국의 유대인 박해에 저항하던 유대인들의 지도자 마타티아스의 넷째 아들이다. 아버지 마타티아스가 죽고 형 유다 마카베오가 뒤를 잇자 그를 섬겼다.
이후 제2차 유대-셀레우코스 전쟁 중 가장 치열한 전투였던 벳 즈카르야 전투에 참가했는데 전투 도중 셀레우코스 제국의 왕 안티오코스 5세가 탄 코끼리를 보고 이를 습격해 군사들을 죽이고 코끼리까지 쓰러뜨렸다. 하지만 코끼리가 자신을 덮쳐 땅에 쓰러지는 바람에 죽었다.

## 같이 보기
- 마카베오기 상권